# Crepidium taurinum
Crepidium taurinum är en orkidéart som först beskrevs av Heinrich Gustav Reichenbach, och fick sitt nu gällande namn av Dariusz Lucjan Szlachetko. Crepidium taurinum ingår i släktet Crepidium, och familjen orkidéer. Inga underarter finns listade i Catalogue of Life.